# Лока при Зиданем Мосту
Лока при Зиданем Мосту (словен. Loka pri Zidanem Mostu)-до 1952. само Лока- је село на левој обали Саве у општини Севница, која припада Посавској регији у Републици Словенији.

## Становништво
По попису становништва из 2011. године, насеље Лока при Зиданем Мосту имало је 486 становника.

## Историја
Село припада историјској покрајини Доња Штајерска. Кметови из овог места учествовали су у сељачкој буни 1573.